# ルース・ラワンソン
ルース・ラワンソン（Ruth Modupe Lawanson、女性、1963年10月27日 - ）は、アメリカ合衆国の元バレーボール選手、現指導者。元アメリカ合衆国代表、バルセロナオリンピック銅メダリスト。

## 球歴

### 大学
ラワンソンはカリフォルニア州立大学フレズノ校で選手として活躍し、1982年と1983年に同チームのMVPに選出されている。最上級生となった1984年にはNCAA女子バレーボール選手権で同校を5位入賞に導き、Pac10カンファレンスの年間優秀選手に選出されるとともに、オールアメリカンにも選出された。また'84-85シーズンのフレズノ校年間女性アスリートにも選出されている。
ラワンソンの背番号は同校女性アスリートでは初となる永久欠番となり、同校殿堂入りの栄に浴した。

### 国際大会
ラワンソンはアメリカ合衆国代表として4年間活躍し、この間、1980年の世界選手権銅メダル、1991年のワールドカップ4位、1992年のバルセロナオリンピック銅メダルに貢献した。

### プロ
1987年から1989年まで合衆国国内リーグのダラス・ベルズ（英語版）とミノソタ・モナークス（英語版）でプレーし、1988年にはMVPに輝いた。1992年から1995年まではイタリアとフランスでプロ選手生活を送った
。

### 指導者歴
ラワンソンはパデュー大学で4年間、カリフォルニア州立大学フレズノ校で6年間、空軍士官学校 (アメリカ合衆国)で1年間、ネバダ州立大学で1年間それぞれコーチを務めた後、テキサス州のアンジェロ州立大学（英語版）の監督に就任した。2011年にはネバダ大学リノ校の監督に就任した。

## 私生活
ナイジェリアのイバダン出身。カリフォルニア州立大学フレズノ校で経営学を専攻し、1987年に卒業。AVCA（全米バレーボールコーチ協会、英語版）の委員として活動し、2002年に結婚。
同じアメリカ合衆国代表でロンドンオリンピック銀メダリストのフォルケ・アキンラデウォはラワンソンの従妹である。

## 参考
- ルース・ラワンソン - Olympedia（英語）